# Communauté de communes Pyrénées Audoises
Die Communauté de communes Pyrénées Audoises ist ein französischer Gemeindeverband mit der Rechtsform einer Communauté de communes im Département Aude in der Region Okzitanien. Sie wurde am 30. Mai 2013 gegründet und umfasst 61 Gemeinden (Stand: 1. Januar 2019). Der Verwaltungssitz befindet sich im Ort Quillan.

## Historische Entwicklung
Mit Wirkung vom 1. Januar 2019 wurden die bis dahin selbstständigen Gemeinden Fa und Rouvenac zur Commune nouvelle Val-du-Faby zusammengelegt, die in den Gemeindeverband aufgenommen wurde. Dies reduzierte die Anzahl der Gemeinden von 62 auf 61.

## Mitgliedsgemeinden
| Gemeinde                                 | Einwohner 1. Januar 2022 | Fläche km² | Dichte Einw./km² | Code INSEE | Postleitzahl |
| ---------------------------------------- | ------------------------ | ---------- | ---------------- | ---------- | ------------ |
| Artigues                                 | 73                       | 6,29       | 12               | 11017      | 11140        |
| Aunat                                    | 61                       | 10,62      | 6                | 11019      | 11140        |
| Axat                                     | 482                      | 11,77      | 41               | 11021      | 11140        |
| Belcaire                                 | 369                      | 30,68      | 12               | 11028      | 11340        |
| Belfort-sur-Rebenty                      | 24                       | 5,24       | 5                | 11031      | 11140        |
| Belvianes-et-Cavirac                     | 259                      | 11,68      | 22               | 11035      | 11500        |
| Belvis                                   | 162                      | 23,61      | 7                | 11036      | 11340        |
| Bessède-de-Sault                         | 57                       | 15,04      | 4                | 11038      | 11140        |
| Cailla                                   | 52                       | 7,64       | 7                | 11060      | 11140        |
| Campagna-de-Sault                        | 19                       | 10,40      | 2                | 11062      | 11140        |
| Campagne-sur-Aude                        | 616                      | 5,97       | 103              | 11063      | 11260        |
| Camurac                                  | 108                      | 11,61      | 9                | 11066      | 11340        |
| Chalabre                                 | 1.115                    | 15,49      | 72               | 11091      | 11230        |
| Comus                                    | 33                       | 14,07      | 2                | 11096      | 11340        |
| Corbières                                | 36                       | 8,53       | 4                | 11100      | 11230        |
| Coudons                                  | 53                       | 9,50       | 6                | 11101      | 11500        |
| Counozouls                               | 56                       | 27,80      | 2                | 11104      | 11140        |
| Courtauly                                | 76                       | 7,72       | 10               | 11107      | 11230        |
| Escouloubre                              | 69                       | 31,14      | 2                | 11127      | 11140        |
| Espéraza                                 | 1.695                    | 10,52      | 161              | 11129      | 11260        |
| Espezel                                  | 233                      | 14,31      | 16               | 11130      | 11340        |
| Fontanès-de-Sault                        | 5                        | 5,29       | 1                | 11147      | 11140        |
| Galinagues                               | 31                       | 4,14       | 7                | 11160      | 11140        |
| Gincla                                   | 47                       | 7,65       | 6                | 11163      | 11140        |
| Ginoles                                  | 298                      | 6,17       | 48               | 11165      | 11500        |
| Granès                                   | 116                      | 5,38       | 22               | 11168      | 11500        |
| Joucou                                   | 30                       | 6,44       | 5                | 11177      | 11140        |
| La Fajolle                               | 13                       | 15,79      | 1                | 11135      | 11140        |
| Le Bousquet                              | 44                       | 25,99      | 2                | 11047      | 11140        |
| Le Clat                                  | 28                       | 10,25      | 3                | 11093      | 11140        |
| Marsa                                    | 22                       | 19,17      | 1                | 11219      | 11140        |
| Mazuby                                   | 23                       | 8,96       | 3                | 11229      | 11140        |
| Mérial                                   | 30                       | 17,19      | 2                | 11230      | 11140        |
| Montfort-sur-Boulzane                    | 88                       | 33,32      | 3                | 11244      | 11140        |
| Montjardin                               | 80                       | 14,11      | 6                | 11249      | 11230        |
| Nébias                                   | 257                      | 12,69      | 20               | 11263      | 11500        |
| Niort-de-Sault                           | 36                       | 22,11      | 2                | 11265      | 11140        |
| Peyrefitte-du-Razès                      | 54                       | 6,72       | 8                | 11282      | 11230        |
| Puilaurens                               | 272                      | 33,38      | 8                | 11302      | 11140        |
| Puivert                                  | 461                      | 41,29      | 11               | 11303      | 11230        |
| Quillan                                  | 2.992                    | 34,63      | 86               | 11304      | 11500        |
| Quirbajou                                | 50                       | 13,95      | 4                | 11306      | 11500        |
| Rivel                                    | 218                      | 24,30      | 9                | 11316      | 11230        |
| Rodome                                   | 99                       | 11,77      | 8                | 11317      | 11140        |
| Roquefeuil                               | 285                      | 22,38      | 13               | 11320      | 11340        |
| Roquefort-de-Sault                       | 82                       | 21,84      | 4                | 11321      | 11140        |
| Saint-Benoît                             | 108                      | 21,31      | 5                | 11333      | 11230        |
| Saint-Ferriol                            | 114                      | 9,85       | 12               | 11341      | 11500        |
| Saint-Jean-de-Paracol                    | 137                      | 7,08       | 19               | 11346      | 11260        |
| Saint-Julia-de-Bec                       | 99                       | 13,88      | 7                | 11347      | 11500        |
| Saint-Just-et-le-Bézu                    | 50                       | 13,54      | 4                | 11350      | 11500        |
| Saint-Louis-et-Parahou                   | 53                       | 15,61      | 3                | 11352      | 11500        |
| Saint-Martin-Lys                         | 24                       | 9,99       | 2                | 11358      | 11500        |
| Sainte-Colombe-sur-Guette                | 40                       | 21,04      | 2                | 11335      | 11140        |
| Sainte-Colombe-sur-l’Hers                | 444                      | 10,61      | 42               | 11336      | 11230        |
| Salvezines                               | 70                       | 20,09      | 3                | 11373      | 11140        |
| Sonnac-sur-l’Hers                        | 137                      | 13,74      | 10               | 11380      | 11230        |
| Tréziers                                 | 100                      | 6,41       | 16               | 11400      | 11230        |
| Val de Lambronne                         | 171                      | 12,00      | 14               | 11080      | 11230        |
| Villefort                                | 86                       | 12,67      | 7                | 11424      | 11230        |
| Val-du-Faby                              | 580                      | 23,71      | 24               | 11131      | 11260        |
| Communauté de communes Pyrénées Audoises | 13.522                   | 926,07     | 15               | –          | –            |